# Aglaia subsessilis
Espèce
Synonymes
- Aglaia subsesilis (misspelling)[2]

Statut de conservation UICN

 VU A1c : Vulnérable
Aglaia subsessilis est une espèce de plantes du genre Aglaia de la famille des Meliaceae.